# USS LST-276
O USS LST-276 foi um navio de guerra norte-americano da classe LST que operou durante a Segunda Guerra Mundial.